# Nápoly I. kerülete
Nápoly I. kerületét a következő városnegyedek alkotják:

## Chiaia

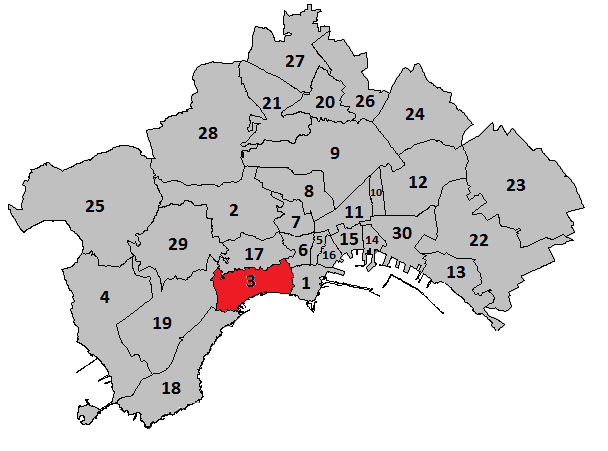
Chiaia fekvése Nápolyon belül

Chiaia Nápoly egyik tengerparti negyede a Piazza Vittoria és Mergellina között. Legfeltűnőbb építménye a Villa Comunale. A 16. és 17. század során kezdték el kiépíteni a spanyol alkirályok a városfalaktól (Porta Chiaia) nyugati irányban. Főbb látnivalói: Villa Comunale park, Dohrn akvárium, Santa Caterina a Chiaia templom, Ascensione a Chiaia templom, Sant’Orsola a Chiaia templom, Santa Teresa a Chiaia templom, San Giuseppe a Chiaia templom, San Pasquale a Chiaia templom, Santi Giovanni e Teresa templom, Nunziatella katonai akadémia, Villa Pignatelli múzeum

## Posillipo

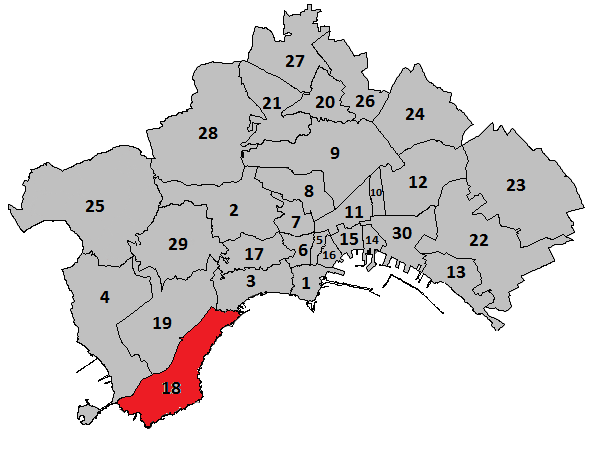
Posillipo fekvése Nápolyon belül

Posillipo Nápoly egyik lakónegyede (helyi nyelvjárásban Pusilleco). A Nápolyi-öböltől nyugatra található sziklás, erdős dombot már a görög–római időkben ismerték Pausylipon néven, ennek jelentése „szabadulás a mindennapi gondoktól”. A Via Posillipo 1812–24 közötti megépítése után népesült be ez a vidék. A mergellinai kikötőtől indul és a partvonallal párhuzamosan fut Pozzuoli irányában. Észak felől a Bagnoli és Fuorigrotta negyedek határolják. A második világháború után nagyszabású építkezések folytak Posillipóban. Ekkor épült fel a Villa Rosebery is, az olasz államelnök hivatalos nápolyi rezidenciája. A tengerpart mentén számos római villának a romjai találhatók. Itt született Franco Alfano, olasz zeneszerző akinek nevéhez fűződik Puccini operájának a Turandotnak a befejezése. Márai Sándor magyar író családjával itt töltötte az 1948–52 közötti, első emigrációs éveit. Főbb látnivalói: Sant’Antonio a Posillipo templom, Palazzo Carafa di Belvedere , Vergilius és Leopardi síremléke, Circolo Nautico vízisport-központ

## San Ferdinando

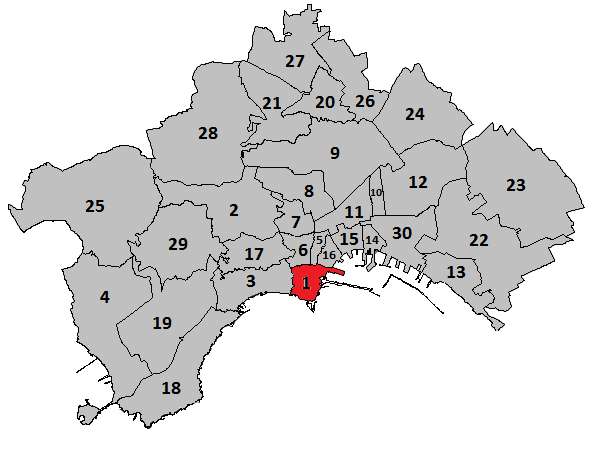
San Ferdinando fekvése Nápolyon belül

San Ferdinando Nápoly egyik negyede, amelyet Chiaia, Montecalvario és a kikötő határolnak. Központja a Piazza del Plebiscito. Itt található a királyi palota, a Castel Nuovo, a Castel dell’Ovo valamint a San Francesco di Paola templom, a San Carlo operaház, a Galleria Umberto passzázs és számos egyéb történelmi jelentőségű épület. A San Ferdinandónak a Piazza Plebiscitótól északra fekvő nyugati részét külön, Pizzofalcone néven ismerik.